# Megachile nasutula
Megachile nasutula là một loài Hymenoptera trong họ Megachilidae. Loài này được Brauns mô tả khoa học năm 1912.